# Галактуроновая кислота
Галактуроновая кислота (гексуроновая кислота) образуется в организмах окислением первичного гидроксила галактозы до карбоксильной группы.
Наличие альдегидной, гидроксильных и карбоксильной групп делает галактуроновую кислоту полифункциональным соединением.
Галактуроновая кислота широко распространена в природе, являясь структурным компонентом ряда высших полисахаридов. Вместе с другими уроновыми кислотами, галактуроновая кислота легко образуется в тканях растений, входит в состав камедей, слизей и др.
Пектиновые вещества представляют собой сложные эфиры высокомолекулярной полигалактуроновой кислоты. В растениях под действием фермента декарбоксилазы галактуроновая кислота переходят в арабинозу.